# Eratostenes (krater księżycowy)

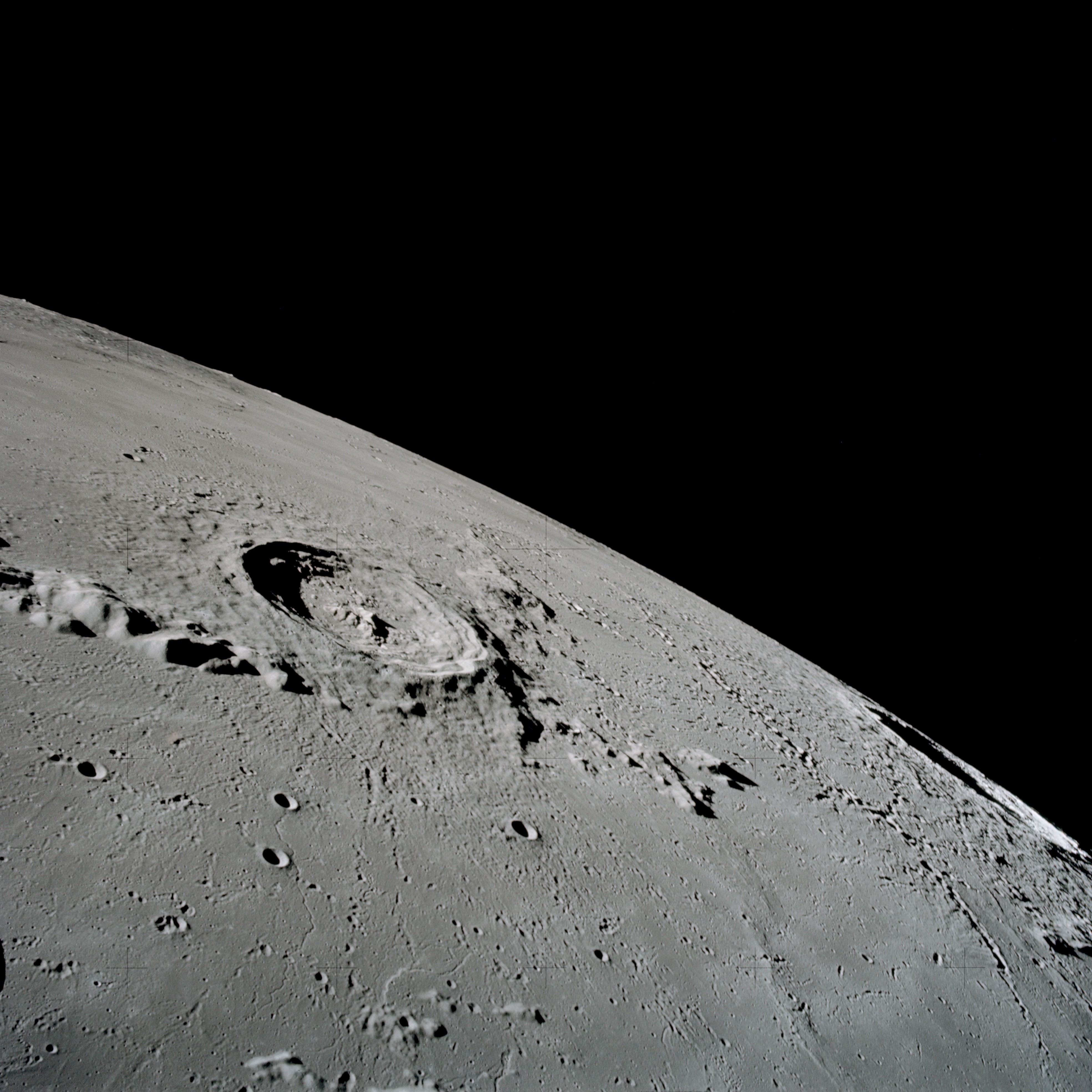
Eratostenes (na dole po prawej) widziany przez załogę Apollo 17

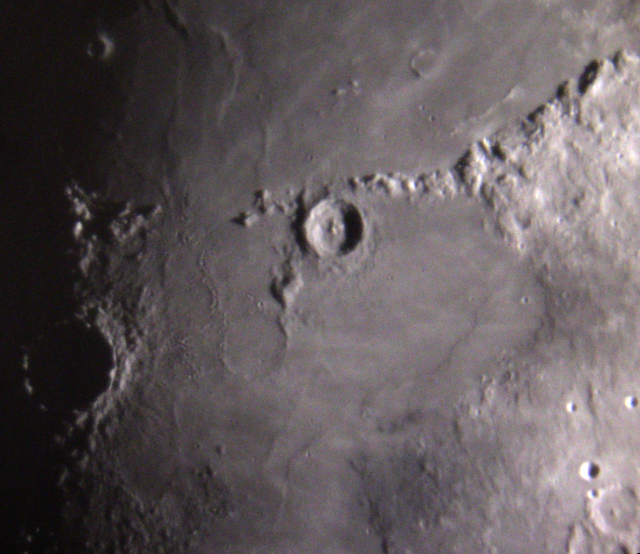
Eratostenes widziany z Ziemi

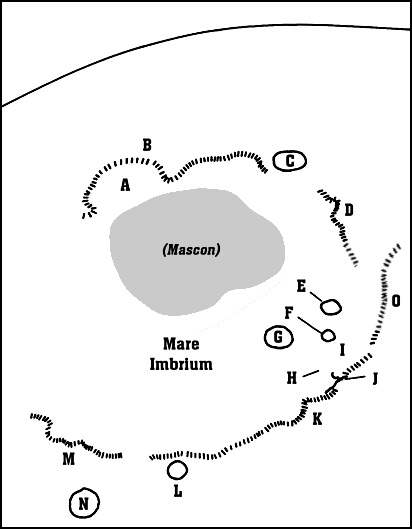
Mapa rejonu Mare Imbrium; Eratostenes oznaczony jest literą L (na dole)

Eratostenes – stosunkowo głęboki księżycowy krater uderzeniowy położony na granicy mórz księżycowych Mare Imbrium i Sinus Aestuum, na zachodnim krańcu gór Montes Apenninus. Krater posiada wyraźnie okrągły pierścień, tarasowo wznoszące się wewnętrzne stoki, położone centralnie szczyty, nierówne wnętrze, a także zewnętrzny wał skalny. Brakuje promieniście rozrzuconego wokół materiału skalnego, choć Eratostenes pokryty jest skałami wybitymi z krateru Kopernik na południowym zachodzie.
Uważa się, że krater powstał wskutek uderzenia meteorytu ok. 3,2 mld lat temu. Zderzenie to zapoczątkowało w historii Księżyca okres zwany eratosteńskim.
Kiedy promienie słoneczne oświetlają ten krater pod małym kątem, jest on dobrze widoczny dzięki cieniom rzucanym przez pierścień; jednak podczas górowania Słońca Eratostenes zlewa się z otoczeniem, przez co staje się trudny do zlokalizowania. Dodatkowo leżą na tym obszarze skały wyrzucone z Kopernika, a ich wyższe albedo działa jak rodzaj kamuflażu.
W 1924 roku William Henry Pickering zauważył ciemne plamy w kraterze, zmieniające się regularnie każdego księżycowego dnia. Wysunął on teorię, że są to migrujące stada małych form życia. Pomysł ten spotkał się z pewnym stopniem zainteresowania głównie ze względu na renomę Pickeringa.

## Satelickie kratery
Standardowo formacje te na mapach księżycowych oznacza się przez umieszczenie litery po tej stronie centralnego punktu krateru, która jest bliższa Eratostenesowi.
| Eratostenes | Szerokość | Długość | Średnica |
| ----------- | --------- | ------- | -------- |
| A           | 18,4° N   | 8,3° W  | 6 km     |
| B           | 18,7° N   | 8,7° W  | 5 km     |
| C           | 16,9° N   | 12,4° W | 5 km     |
| D           | 17,5° N   | 10,9° W | 4 km     |
| E           | 18,0° N   | 10,9° W | 4 km     |
| F           | 17,7° N   | 9,9° W  | 4 km     |
| H           | 13,3° N   | 12,2° W | 3 km     |
| K           | 12,9° N   | 9,2° W  | 5 km     |
| M           | 14,0° N   | 13,6° W | 4 km     |
| Z           | 13,8° N   | 14,1° W | 1 km     |